# Phyllocnema scotti
Phyllocnema scotti är en skalbaggsart som beskrevs av Pierre Lepesme 1947. Phyllocnema scotti ingår i släktet Phyllocnema och familjen långhorningar. Inga underarter finns listade i Catalogue of Life.